# Alexander Stackelberg
Alexander (Alec) Stackelberg, född 26 december 1906 i S:t Petersburg, död 7 november 1982 i Marbella (folkbokförd i Stockholm), var en finländsk-svensk friherre, disponent, målare och tecknare.
Stackelberg var son till kammarjunkaren Rudolf "Rua" Bengt Stackelberg och friherrinnan Helena Elisabet von Maydell och från 1936 gift med översättaren Clarice Stackelberg. Stackelberg som avlagt en fil. mag.examen i Helsingfors kom som flykting till Sverige under andra världskriget. Han var huvudsakligen verksam inom affärsvärlden och var anställd som exportchef 1945–1954 och sedan 1955 som disponent. Hans konstnärliga verksamhet fick bedrivas på lediga stunder. Han studerade konst vid Académie de la Grande Chaumière i Paris 1927 och för Eero Järnefelt, Werner Åström och Väinö Blomstedt vid Helsingfors universitets ritsal 1928–1930 samt en modellörutbildning vid Arabia porslinsfabrik i Helsingfors. I Sverige ställde han ut separat i bland annat Falun 1945 och tillsammans med sin fru ställde han ut på ett flertal platser i landet. Hans konst består av landskap i en snabb skissartig teknik och ikonpåverkade kompositioner. Vid sidan av sitt eget skapande utförde han illustrationer och vignetter.